# 금산군의 농어촌버스
금산군의 농어촌버스는 충청남도 금산군을 중심으로 운행하는 버스를 이용한 대중교통 수단으로, 운수업체로는 한일교통이 유일하다.

## 운임
2020년 9월 기준.
| 종류 | 나이                    | 카드 (원) | 현금 (원) |
| ---- | ----------------------- | --------- | --------- |
| 일반 | 어른 (만 19세 이상)     | 1200      | 1300      |
| 일반 | 청소년 (만 13세 ~ 18세) | 940       | 1040      |
| 일반 | 어린이 (만 7세 ~ 12세)  | 550       | 650       |

## 운수 업체
2014년 12월 기준이다.
| 운행업체 | 보유 노선수 | 면허 대수 | 등록 대수 |
| -------- | ----------- | --------- | --------- |
| 한일교통 | 64          | 19        | 19        |
| 합계     | 64          | 19        | 19        |

## 특이사항
충청남도 내에서 농어촌버스를 포함한 시내버스들 중에 유일하게 노선번호제를 아직까지 도입하지 않은 지역이다.